# BlackBerry (film)
BlackBerry is een Canadese biografische komedie-dramafilm uit 2023, geregisseerd en mede geschreven door Matt Johnson en losjes gebaseerd op het boek Losing the Signal: The Untold Story Behind the Extraordinary Rise and Spectacular Fall of BlackBerry van Jacquie McNish en Sean Silcoff. De film is een fictief verslag van de creatie van de BlackBerry-lijn voor mobiele telefoons door medeoprichters Douglas Fregin en Mike Lazaridis en investeerder Jim Balsillie. De hoofdrollen worden vertolkt door Jay Baruchel, Glenn Howerton en Matt Johnson.

## Verhaal
In 1996 in Waterloo (Ontario) bereiden Mike Lazaridis, CEO van Research in Motion (RIM), en zijn beste vriend en mede-oprichter Douglas Fregin zich voor om hun "PocketLink" mobiele apparaat voor te stellen aan zakenman Jim Balsillie. Hun voorstel is niet succesvol, maar nadat Balsillie vanwege zijn agressieve ambitie is ontslagen, biedt hij aan om $ 20.000 te investeren in 50% van het bedrijf en een positie als CEO. Lazaridis weigert eerst op aanraden van Fregin, maar uiteindelijk halen ze Balsillie toch binnen als co-CEO met Lazaridis en verkopen hem een belang van 33% in RIM voor $ 125.000. Nadat hij bij RIM is gekomen, ontdekt Balsillie dat het bedrijf in een moeilijke financiële positie verkeert en hij neemt een hypotheek op zijn huis om een geldinjectie in het bedrijf te geven.

## Rolverdeling
| Acteur           | Personage      |
| ---------------- | -------------- |
| Jay Baruchel     | Mike Lazaridis |
| Glenn Howerton   | Jim Balsillie  |
| Matt Johnson     | Douglas Fregin |
| Rich Sommer      | Paul Stannos   |
| Michael Ironside | Charles Purdy  |
| Martin Donovan   | Rick Brock     |
| Michelle Giroux  | Dara Frankel   |
| SungWon Cho      | Ritchie Chueng |
| Mark Critch      | Gary Bettman   |
| Saul Rubinek     | John Woodman   |
| Cary Elwes       | Carl Yankowski |
| Ben Petrie       | Allan Lewis    |

## Release en ontvangst
BlackBerry ging op 17 februari 2023 in première op het Internationaal filmfestival van Berlijn in de competitie voor de Gouden Beer. De film kreeg overwegend positieve kritieken van de filmcritici, met een score van 98% op Rotten Tomatoes, gebaseerd op 209 beoordelingen. De film is de meest genomineerde film in de geschiedenis van de Canadian Screen Awards, met 17 nominaties en de film won in mei 2024 veertien prijzen, waaronder die voor beste film.
Een uitgebreide versie van de film werd op 9 november 2023 als een driedelige miniserie uitgezonden op CBC Television en de streamingdienst CBC Gem. Deze serie bevatte 16 minuten aan extra beeldmateriaal dat niet werd vertoond bij de bioscooprelease.

## Prijzen en nominaties
De belangrijkste:
| Jaar | Prijs                                   | Categorie                           | Genomineerde(n)                                                                                   | Uitslag     |
| ---- | --------------------------------------- | ----------------------------------- | ------------------------------------------------------------------------------------------------- | ----------- |
| 2024 | Canadian Screen Award                   | Beste film                          | Beste film                                                                                        | Gewonnen    |
| 2024 | Canadian Screen Award                   | Beste regisseur                     | Matt Johnson                                                                                      | Gewonnen    |
| 2024 | Canadian Screen Award                   | Beste hoofdrol in een komische film | Jay Baruchel                                                                                      | Gewonnen    |
| 2024 | Canadian Screen Award                   | Beste bijrol in een komische film   | Glenn Howerton                                                                                    | Gewonnen    |
| 2024 | Canadian Screen Award                   | Beste bijrol in een komische film   | Matt Johnson                                                                                      | Genomineerd |
| 2024 | Canadian Screen Award                   | Beste aangepast scenario            | Matt Johnson, Matthew Miller                                                                      | Gewonnen    |
| 2024 | Canadian Screen Award                   | Beste productieontwerp              | Adam Belanger, Kerry Noonan, Lucy Larkin                                                          | Gewonnen    |
| 2024 | Canadian Screen Award                   | Beste cinematografie                | Jared Raab                                                                                        | Gewonnen    |
| 2024 | Canadian Screen Award                   | Beste kostuums                      | Hanna Puley                                                                                       | Gewonnen    |
| 2024 | Canadian Screen Award                   | Beste montage                       | Curt Lobb                                                                                         | Gewonnen    |
| 2024 | Canadian Screen Award                   | Beste geluidsmontage                | Matthew Chan, Gabe Knox, Michelle Irving, Lucas Prokaziuk, Stefan Fraticelli, Jason Charbonneau   | Gewonnen    |
| 2024 | Canadian Screen Award                   | Beste geluidsmixing                 | Matthew Chan, Bret Killoran, Nathan Street, Paul Lynch, Randy Wilson, Ron Mellegers, Justin Helle | Gewonnen    |
| 2024 | Canadian Screen Award                   | Beste muziek                        | Jay McCarrol                                                                                      | Gewonnen    |
| 2024 | Canadian Screen Award                   | Beste make-up                       | Ashley Vieira, Erin Sweeney, Thea Samuels                                                         | Genomineerd |
| 2024 | Canadian Screen Award                   | Beste haaropmaak                    | Dylan Twigg, Philippe Bertrand-Hudon                                                              | Gewonnen    |
| 2024 | Canadian Screen Award                   | Beste visuele effecten              | Tristan Zerafa, Lou Gatti, Matthew Nayman, Mike Boers                                             | Genomineerd |
| 2024 | Canadian Screen Award                   | Beste casting                       | Pam Dixon, Jenny Lewis, Sara Kay                                                                  | Gewonnen    |
| 2024 | Film Independent Spirit Awards          | Beste bijrol                        | Glenn Howerton                                                                                    | Genomineerd |
| 2023 | Internationaal filmfestival van Berlijn | Gouden Beer                         | Matt Johnson                                                                                      | Genomineerd |